# Instituto Católico de Toulouse

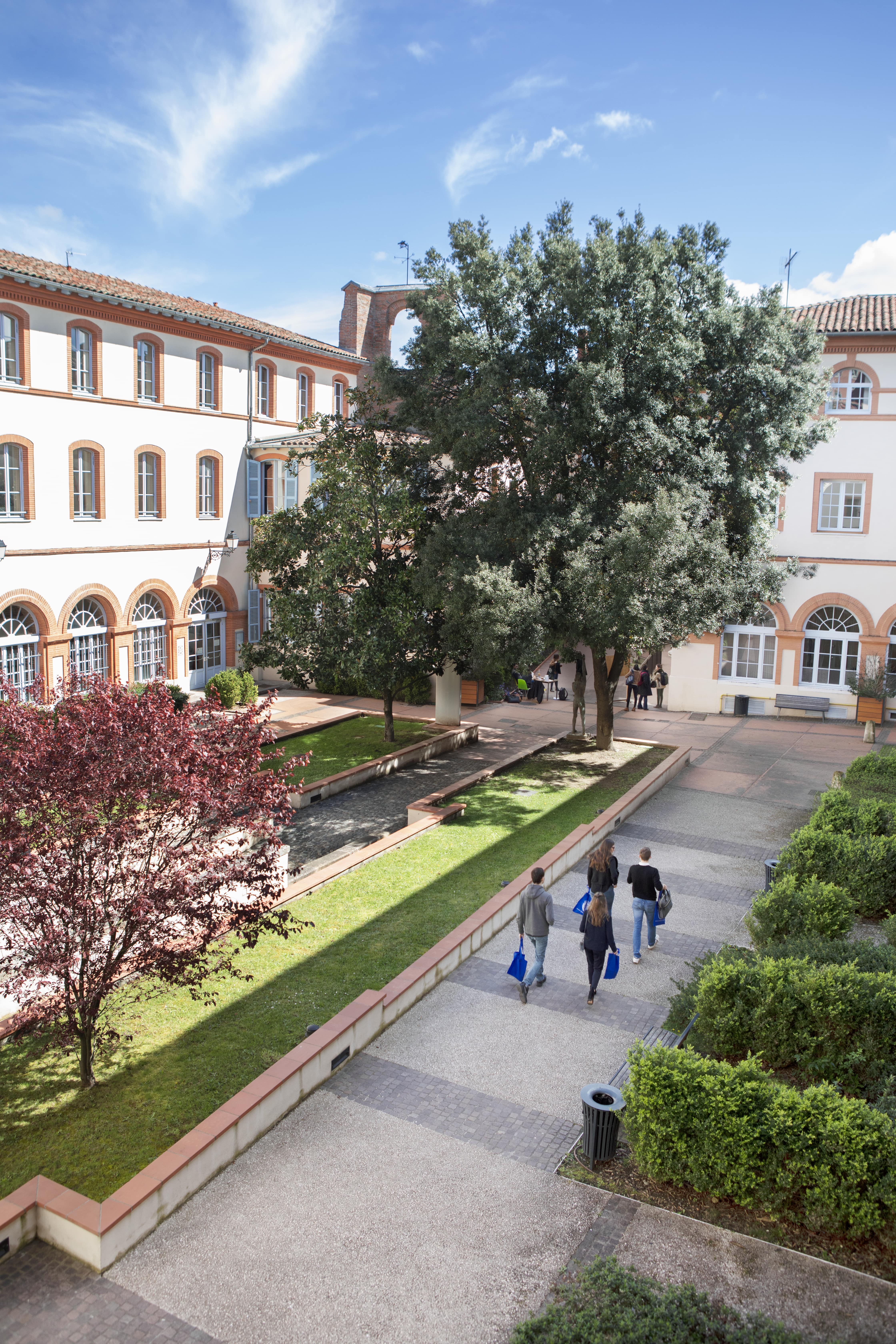
Sede del Instituto católico de Toulouse.

El Instituto Católico de Toulouse (Institut catholique de Toulouse, ICT), llamado coloquialmente «la Catho», es un centro privado de enseñanza superior que comprende diversas facultades y escuelas superiores y profesionales.

## Historia
Emplazado en el centro histórico de Toulouse, en edificios construidos entre el siglo XIV y el siglo XVIII, el Instituto cuenta con diversas facultades y centros de enseñanza e investigación. Sobre una antigua vivienda de santo Domingo de Guzmán, la institución se refundó en 1876 como 'Universidad católica de Toulouse', intentando dar continuidad a la histórica Universidad de Toulouse que el santo había contribuido a fundar en 1229, y en la que profesó Filosofía Tomás de Aquino, cuya sepultura se encuentra en la iglesia de las Jacobinos. Sin embargo, una ley de 1880 obligó a cambiar su nombre, por lo que desde entonces se llamó Instituto Católico de Toulouse. Reconocido de utilidad pública en 1881 y 2001, el ICT comparte las sedes episcopales de Toulouse, Albi, Pamiers, Rodez, Montauban, Tarbes, Tulle, Aire-sur-l'Adour, Dax, Auch, Périgueux, Carcasona, Perpiñán, Agen y Saint-Flour.
El Instituto Católico de Toulouse es miembro de la Federación internacional de universidades católicas que reúne a más de 200 universidades católicas de todo el mundo y es uno de los 6 institutos católicos franceses (con Angers, Lille, París, Lyon y La Roche-sur-Yon).

## Estudios

### Facultades y organismos
- Facultad de Humanidades y Ciencias humanas
- Facultad de Derecho
- Facultad de Filosofía
- Facultad de Derecho canónico
- Facultad de Teología
- Instituto universitario de lengua y de cultura francesa (IULCF)
- Instituto de arte y música sagrada (IAMS)
- Instituto de estudios religiosos y pastorales (IERP)
- Instituto superior de formación de enseñanza católica (ISFEC)
- Escuela Superior de Ciencias de la Salud (ESESS)

Organismos asociados al ICT
1. Instituto Superior de Informática y de Comunicación digital (ISIC)
2. Escuela Superior para la Calidad, la Seguridad y el Medio ambiente (ESQESE)

### Biblioteca

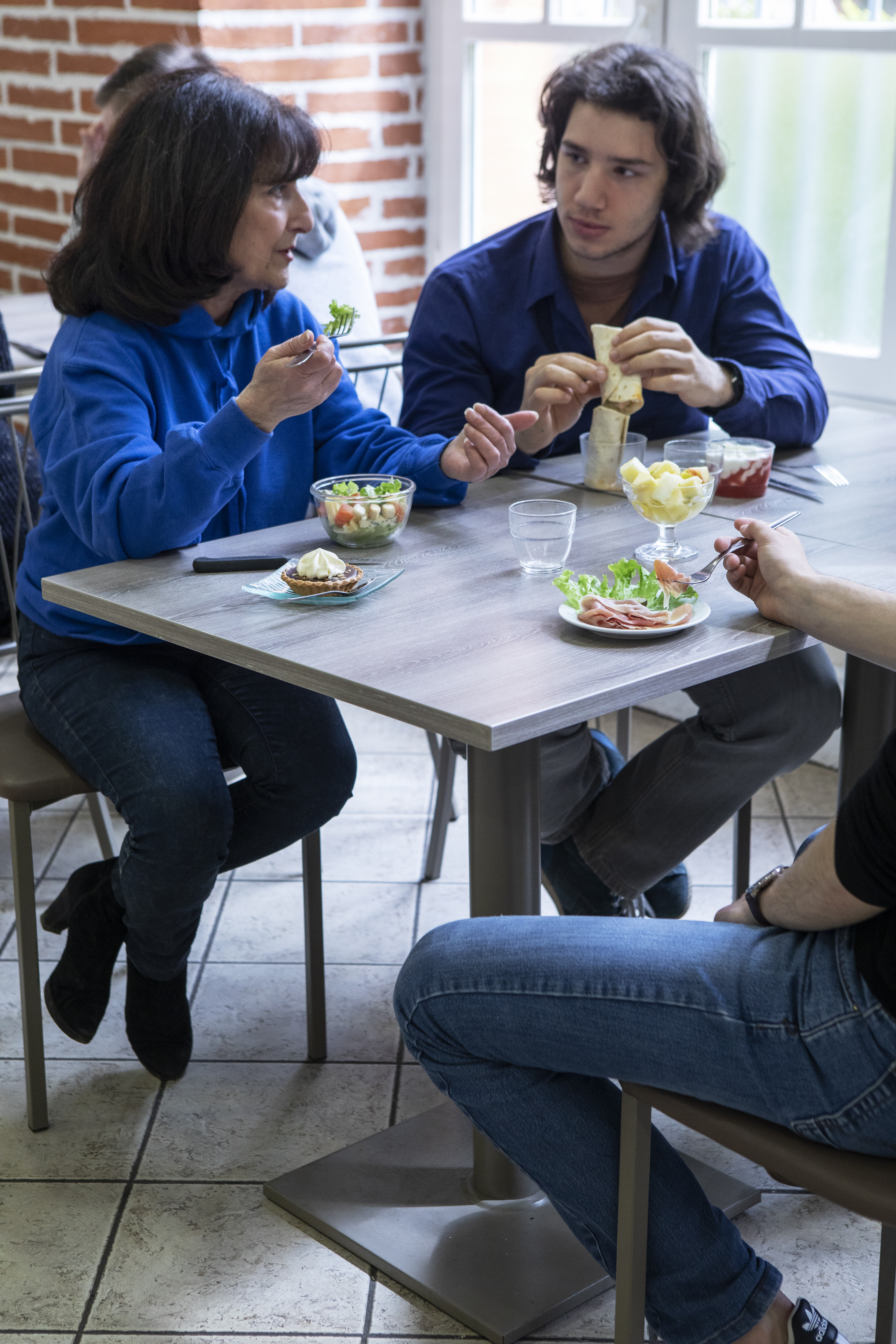
Restaurante universitario

La biblioteca universitaria del Instituto católico contiene aproximadamente 100 000 libros, de los cuales 25 000 volúmenes están en libre acceso. Aproximadamente, unos 22 000 ejemplares son anteriores a 1815, con manuscritos, incunables y documentos iconográficos. Unos pocos libros están digitalizados en la web Tolosana, como el " Libro de los Reyes", manuscrito de la siglo XVII que contiene las firmas de numerosos reyes de Francia. Para más información, véase la web de la biblioteca.

## Polémicas
En octubre de 2017 surgió una polémica en el Instituto Católico de Toulouse a raíz de la decisión del rector Luc-Thomas Somme de cesar al profesor Andréa Bellantone, decano de la facultad de Filosofía.

## Rectores del Instituto católico
- Jean-Baptiste Caussette (1877 - 1880)
- Auguste Lamothe-Tenet (1880 - 1894)
- Duilhé de Saint Projet (1894 - 1897)
- Pierre Batiffol (1897 - 1906)
- Germain Breton (1908 - 1931)
- Bruno de Solages (1931 - 1964)
- Xavier Ducros (1964 - 1975)
- Pierre Eyt (1975 - 1981)
- Jacques Dutheil (1981 - 1993)
- André Dupleix (1993 - 2000)
- Claude Bressolette (2000 - 2004)
- Pierre Debergé (2004 - 2013)
- Luc-Thomas Somme (2013 - 2018)[5]
- Christian Delarbre (2018 -)